# Claude Bénard
Pour les articles homonymes, voir Bénard.
Claude Edmont Bénard  (né le 6 octobre 1926 à Paris) est un athlète français spécialiste du saut en hauteur. 
Il s'illustre durant les Championnats d'Europe de 1950 disputés à Bruxelles en montant sur la troisième marche du podium du concours du saut en hauteur avec un bond à 1,93 m, devancé par le Britannique Alan Paterson et le Suédois Arne Ahman. La même année, il établit son record personnel à 1,96 m.
Sa femme est l'athlète Rosine Faugouin, connue pour avoir remporté le 200 mètres des Championnats de France de 1950.

## Palmarès
| Année | Compétition           | Lieu      | Place | Marque |
| ----- | --------------------- | --------- | ----- | ------ |
| 1950  | Championnats d'Europe | Bruxelles | 3e    | 1,93 m |